# Veli Saarinen
Veli Saarinen, född den 16 september 1902 i Vederlax, död den 12 oktober 1969, var en finländsk längdåkare som tävlade under 1920-talet och 1930-talet.
Saarinen slog igenom vid VM 1926 där han blev medaljör på 30 kilometer. Saarinen deltog i två olympiska spel, först 1928, och vid OS 1932 vann han guld på 50 kilometer och brons på 18 kilometer. Förutom medaljerna vid OS blev det ytterligare fem VM-medaljer.

## Utmärkelsetecken
- Frihetsmedaljens 1. klass[1]
- Frihetsmedaljens 2. klass[1]
- Finlands idrottskulturs förtjänstkors i guld[1]

[Redigera Wikidata]